# Joyce Pensato
Joyce Pensato (n. 20 august 1941, New York City, New York, SUA – d. 13 iunie 2019) a fost un pictor american. Pensato a fost cunoscută pentru interpretările sale pictoriale ale culturii pop și pentru unele personaje de desene animate precum Batman, Mickey Mouse, Felix Motanul sau Homer Simpson. Opera sa este inclusă în colecțiile Muzeului Whitney pentru Artă Americană și ale Muzeului de Artă Modernă din New York.